# COPUS
Committee on the Public Understanding of Science (COPUS, Komitet Publicznego Zrozumienia Nauki) został założony w 1985 roku przez Brytyjskie Stowarzyszenie Nauki, Instytut Królewski oraz Towarzystwo Królewskie. Jego celem było tłumaczenie postępów naukowych i uczynienie ich bardziej dostępnymi dla nie-naukowców. Odegrał rolę w rozwoju Publicznego Zrozumienia Nauki. System dotacji COPUS został utworzony w 1987 roku, a ostatnia tura darowizn nastąpiła w 2003 roku.System został sfinansowany przez Biuro Nauki i Technologii oraz Towarzystwo Królewskie. 25 dotacji wartych razem ponad 750 000 funtów zostało przyznanych w 2003 roku. W 2000 została utworzona nowa rada COPUS, by prowadzić współpracę naukową obejmującą całą Wielką Brytanię. Według raportu zleconego przez Biuro Nauki i Technologii w 2002 roku Rada COPUS została odwołana.